# Goodbye Mr. Black
Goodbye Mr. Black (굿바이 미스터 블랙?, Gutba-i miseuteo BeullaekLR) è una serie televisiva sudcoreana trasmessa su MBC dal 16 marzo al 19 maggio 2016. È basata sull'omonimo manhwa scritto da Hwang Mi-na nel 1983, a sua volta ispirato da Il conte di Montecristo.

## Trama
Cha Ji-won è un carismatico e popolare membro dell'Accademia navale coreana, capace di trarre sempre il positivo da qualsiasi situazione e in procinto di sposare la fidanzata Ma-ri. Egli è il figlio di Cha Jae-wan, presidente dell'azienda coreana Sunwoo Group. A insaputa di Ji-won, il suo collega di lavoro e migliore amico Seon-jae, con il quale ha condiviso gran parte della sua vita, prova invidia nei suoi confronti e con l'occasione di fare carriera all'interno della Sunwoo uccide a tradimento il presidente Cha. L'assassinio è perpetrato da Baek Eun-do, azionista all'interno dell'azienda e con il quale Seon-jae stipula un patto segreto. Grazie a un mascheramento delle prove, Eun-do e Seon-jae riescono a fare passare la morte dell'uomo come un'overdose di droga. Ji-won si reca così in Thailandia, luogo dell'omicidio, dove assiste alla cremazione del padre e conosce Khaya, una giovane venditrice ambulante di origine sudcoreana rimasta orfana dopo lo tsunami del 2004. Deciso a indagare sulla morte del padre, Ji-won cade in una trappola di Baek Eun-do e viene accusato di omicidio nei confronti di un malvivente locale. 
Grazie al prezioso aiuto di Khaya, Ji-won riesce a sfuggire alla cattura dei suoi nemici: per un breve periodo vivrà quindi con la ragazza in una tranquilla e sperduta isola thailandese, prima di finire vittima di un attacco da parte di Seon-jae, che apparentemente lo uccide. Passano alcuni anni e Seon-jae gode ora di un'elevata carica all'interno della Sunwoo, oltre a convivere con Ma-ri. Khaya, nel frattempo, si è rilocata in Corea del Sud ed è divenuta una coraggiosa giornalista sotto lo pseudonimo di Kim Swan. Il ritorno di Ji-won, salvatosi grazie all'aiuto dello scaltro venditore Meutong, e ora sotto l'identità di Black, darà inizio a una serie di eventi a catena.

## Personaggi

### Personaggi principali
- Cha Ji-won, interpretato da Lee Jin-wook e Lee Hee-seong (da giovane).
 Membro della marina coreana e figlio del presidente Cha, è un uomo affettuoso e onesto. Dopo il tradimento di Seon-jae cade in una situazione disperata che mette a repentaglio la sua vita. Per nascondere la sua identità e sfuggire ai nemici organizza un finto matrimonio con Khaya. L'attacco da parte del suo migliore amico, che apparentemente lo uccide, lascia nel suo cervello una pericolosa scheggia di granata. Il suo unico obbiettivo diverrà ora quello di ottenere vendetta per la morte del padre.
- Khaya/Kim Swan/Baek Eun-young, interpretata da Moon Chae-won e Lee Chae-yoon (da giovane).
È una giovane ragazza orfana che svolge l'occupazione di venditrice ambulante in Thailandia. Di identità ignota, è stata chiamata Khaya dalla gente locale per la sua usanza nel rovistare tra i rifiuti. Durante il periodo di convivenza con Ji-won finisce per innamorarsi dell'uomo. Rimasta l'unica, dopo l'incidente, a credere che Ji-won sia ancora vivo, diviene giornalista presso la Panda News sotto il nome di Kim Swan.
- Min Seon-jae, interpretato da Kim Kang-woo e Jeong Jae-hyuk (da giovane).
Collega di reparto di Ji-won e suo migliore amico sin dall'infanzia, è un uomo ambizioso che si lascia spesso condizionare dal suo desiderio di successo. All'insaputa dei suoi cari, è profondamente geloso di Ji-won e follemente innamorato di Ma-ri. Alla prospettiva di diventare l'uomo di punta della Sunwoo, finisce col mollare la marina e tradire tutte le persone intorno a lui.
- Yoon Ma-ri, interpretata da Yoo In-young.
È una donna calma, intelligente e seria che è in procinto di sposare Ji-won. Alla scomparsa del fidanzato rimane profondamente colpita e si lega sentimentalmente a Seon-jae, il quale la ricopre di premurose attenzioni ma allo stesso tempo la inganna.
- Seo Woo-jin, interpretato da Song Jae-rim.
Figlio di Seo Jin-tak, è un ragazzo impulsivo, intelligente e onesto. Non ha un buon rapporto con il padre, che spesso lo rimprovera e sminuisce. Svolge il ruolo di direttore all'interno della Panda Newspaper, una piccola agenzia di stampa indipendente. Benché costringa sempre Swan ad occuparsi delle inchieste che vuole lui, in realtà ha una cotta per la giovane ragazza.

### Personaggi secondari
- Meutong/Go Sung-min, interpretato da Lee Won-jong
È uno scaltro dottore e truffatore di origine sudcoreana impegnato in trapianti illegali di organi in Thailandia. Grazie ai suoi metodi di raggiramento nei confronti di gente locale offre alcuni guadagni extra a Khaya, tenendosi comunque gran parte del profitto. Dopo l'esplosione che coglie in pieno Ji-won, salva l'uomo da morte certa. Benché inizialmente pensi solo ai soldi e al futuro della figlia, finirà col divenire amico intimo e poi compagno nel perseguire il piano di Ji-won, grazie alle ottime conoscenze nella medicina e nell'hackeraggio. Ad un certo punto si finge anche direttore della MRB, un'impresa di costruzioni, per ottenere quote all'interno della Sunwoo e permettere così il ritorno in compagnia di Ji-won.
- Cha Ji-soo, interpretata da Im Se-mi e Kwon Ji-min (da giovane)
È figlia del presidente Cha e sorella di Ji-won. È innamorata di Seon-jae, per il quale nutre una grande stima, arrivando anche a scoprire il suo vero carattere.
- Mei, interpretata da Ha Yeon-joo.
Amata figlia unica di Meutong, ha ricevuto un'istruzione di alto livello all'estero grazie agli introiti illegali del padre. Giovane e attraente, aiuta Ji-won nell'obbiettivo di vendicarsi, fingendosi una ricca imprenditrice.
- Ahn Gye-dong, interpretato da Bae Yoo-ram.
È un giovane ragazzo ai servizi di Meutong. Abile motociclista e spia, in svariate occasioni offre un prezioso aiuto alla squadra di Ji-won.
- Kim Ji-ryoon, interpretato da Kim Tae-woo.
È un avvocato e fedele amico di Ji-won. Gestore di un'organizzazione non governativa in Thailandia, è colui che ritrova Khaya dopo lo tsunami del 2004. Vede la ragazza come una sorella minore e, su volere di Ji-won, si prende cura di lei presso l'abitazione della madre.
- Jeong Hyun-sook, interpretata da Jung Hye-sun.
Ricca imprenditrice, è la madre di Ji-ryoon. Ospita Swan nella sua abitazione, prendendosi cura di lei come una vera figlia.
- Baek Eun-do/Jo Seong-bae, interpretato da Jeon Gook-hwan.
Azionista all'interno della Sunwoo, è un uomo ricco, opportunista e tenebroso. Stipula un patto segreto con Seon-jae, promettendogli potere e fortuna all'interno della compagnia, ma alla prima occasione è pronto a tradire anche quest'ultimo. È il responsabile della morte del presidente Cha e spesso utilizza la sua influenza per evitare qualsiasi ritorsione nei suoi confronti. Più tardi farà credere di essere il padre di Swan, ma non si tratta ancora della sua vera identità.
- Seo Jin-tak, interpretato da Choi Jung-woo.
Vice presidente del gruppo Sunwoo, è il padre di Seo Woo-jin ma non gode di un buon rapporto con lui. Benché a conoscenza del piano di Baek Eun-do, rimane cauto e preferisce non fidarsi a pieno dell'anziano imprenditore.
- Min Yong-jae, interpretato da Lee Dae-yeon.
È il padre biologico di Sun-jae, il quale lo disdegna per via del basso status sociale e dei goffi modi di fare. Pur godendo della piena fiducia di Ji-won, finisce spesso col rivelare tutte le sue mosse a Sun-jae solamente per fare bella figura nei confronti del figlio.
- Nam Seong-woo, interpretato da Kim Myung-gook.
Direttore all'interno della Sunwoo, viene incaricato da Baek Eun-do della cremazione del presidente Cha in Thailandia. In realtà, su complicità di Seo Jin-tak, ha nascosto segretamente il cadavere dell'uomo ed è ora desideroso di ricattare Baek Eun-do.
- Park Beom-sik, interpretato da Seo Beom-sik.
Assassino senza scrupoli che agisce su volere di Baek Eun-do, è colui che infligge il colpo di grazia al presidente Cha. Gli viene dato l'ordine di uccidere anche Ji-won ma fallisce più volte, finendo col diventare un indesiderato testimone per il suo capo.
- Cha Jae-wan, interpretato da Jung Dong-hwan.
Presidente dell'azienda edile Sunwoo Group, vive una vita tranquilla ed è in procinto di lasciare il posto al figlio Ji-won. Ha cresciuto e trattato come un vero figlio Seon-jae, per il quale ha una grande fiducia.

## Ascolti
| Episodio | Data di trasmissione | Dati TNMS           | Dati TNMS                  | Dati AGB            | Dati AGB                   |
| Episodio | Data di trasmissione | A livello nazionale | Area metropolitana di Seul | A livello nazionale | Area metropolitana di Seul |
| -------- | -------------------- | ------------------- | -------------------------- | ------------------- | -------------------------- |
| 1        | 16 marzo 2016        | 3,6%                | 3,7%                       | 3,9%                | 4,2%                       |
| 2        | 17 marzo 2016        | 4,2%                | 4,4%                       | 3,9%                | 4,2%                       |
| 3        | 23 marzo 2016        | 4,2%                | 4,7%                       | 3,6%                | 4,2%                       |
| 4        | 24 marzo 2016        | 4,4%                | 4,4%                       | 4,5%                | 5,1%                       |
| 5        | 30 marzo 2016        | 5,4%                | 7,4%                       | 5,1%                | 6,0%                       |
| 6        | 31 marzo 2016        | 4,6%                | —                          | 4,6%                | 5,4%                       |
| 7        | 6 aprile 2016        | 4,7%                | 5,4%                       | 4,6%                | 5,4%                       |
| 8        | 7 aprile 2016        | 4,5%                | 4,5%                       | 3,4%                | 4,2%                       |
| 9        | 14 aprile 2016       | 3,6%                | —                          | 3,5%                | 4,0%                       |
| 10       | 14 aprile 2016       | 3,2%                | —                          | 3,8%                | 4,4%                       |
| 11       | 20 aprile 2016       | 7,5%                | 8,3%                       | 8,1%                | 9,0%                       |
| 12       | 21 aprile 2016       | 8,8%                | 9,2%                       | 9,4%                | 10,5%                      |
| 13       | 27 aprile 2016       | 8,1%                | 8,9%                       | 8,7%                | 10,2%                      |
| 14       | 28 aprile 2016       | 8,7%                | 9,1%                       | 8,7%                | 9,6%                       |
| 15       | 4 maggio 2016        | 8,7%                | 8,9%                       | 9,1%                | 9,8%                       |
| 16       | 5 maggio 2016        | 8,7%                | 9,3%                       | 9,0%                | 9,5%                       |
| 17       | 11 maggio 2016       | 10,4%               | 10,9%                      | 9,5%                | 10,8%                      |
| 18       | 12 maggio 2016       | 8,9%                | 9,7%                       | 8,6%                | 9,7%                       |
| 19       | 18 maggio 2016       | 8,9%                | 9,4%                       | 8,5%                | 8,3%                       |
| 20       | 19 maggio 2016       | 10,2%               | 11,1%                      | 9,9%                | 10,7%                      |
| Media    | Media                | 6,6%                | 7,6%                       | 6,5%                | 7,3%                       |

## Colonna sonora
1. The Dawn Concerto (여명의 협주곡) - Artisti vari
2. Goodbye (그렇게 안녕) - Baek Ji-young
3. Standstill (제자리 걸음) - Bae Soo-jung
4. Perhaps This is (아마도 이건) - Song Yoo-bin
5. Bear (참아) - 2BiC (투빅)
6. A Man Solitude - Jiwon Theme (남자의 고독 – 지원 테마) - Artisti vari
7. Min Seon Jae Theme (선재 테마) - Artisti vari
8. Deep Breath - Artisti vari
9. Case Start (사건의 시작) - Artisti vari
10. Countdown - Artisti vari
11. Pressure - Artisti vari